# 가미고촌 (아키타현)
가미고촌(上郷村)은 아키타현 유리군에 설치되었던 촌이다.